# Karl Thiemann
Karl Thiemann (* 22. Oktober 1894 in Muskau, Oberlausitz; † nach 1943) war ein deutscher Regierungsrat, Teilnehmer einer Einsatzgruppe und Referatsleiter im Reichssicherheitshauptamt.

## Leben
Nach seinem Schulabschluss nahm Karl Thiemann am Ersten Weltkrieg teil. Er verblieb zum Zeitpunkt der Niederlage des deutschen Kaiserreiches im Baltikum und kämpfte dort in den Verbänden eines Freikorps weiter. Anfang der 1920er Jahre kehrte er nach Deutschland zurück und wurde Beamter bei der deutschen Polizei. 1930 trat er der NSDAP bei (Mitgliedsnummer 289.633). Später trat er auch in die SS ein mit der Mitglieds-Nr. 331.007.
Nach der Gründung des Reichssicherheitshauptamtes im September 1939 war Thiemann im Range eines SS-Obersturmbannführers, Leiter des Referates D 2 (Gouvernementsangelegenheiten, Polen im Reich) im Amt II. Leiter des Amtes II war zu dieser Zeit Franz Six und er arbeitete an der Seite von Joachim Deumling – Referat II O (besetzte polnische Gebiete) – und Bernhard Baatz. Nachdem bis zum Sommer 1940 das Reichssicherheitshauptamt nochmals eine veränderte Struktur erhalten hatte, bekam das bisher von ihm geführte Referat die Bezeichnung VI D 2. Zusätzlich wurde Thiemann als Beauftragter II des Amtes VI für die Überprüfung und Sicherung der den SD-Leitabschnitten gestellten Auslandsaufgaben eingesetzt. Damit war er zuständig für die SD-Leitabschnitte Berlin Potsdam, Frankfurt/Oder, Halle, Leipzig, Chemnitz, Dessau, Weimar, Magdeburg, Reichenberg und Karlsbad.
Zum August 1941 erhielt Thiemann ein Kommando zur Teilnahme an der Einsatzgruppe E, die in Kroatien, eingesetzt wurde. Geleitet wurde diese Gruppe von dem SS-Obersturmbannführer Ludwig Teichmann. Nach Thiemanns Rückkehr ins Reichssicherheitshauptamt wurden die von Heinz Jost und Alfred Filbert aufgebauten Stellen der Beauftragten für die SD-Leitabschnitte ab 1942 aufgelöst. Im Range eines SS-Hauptsturmführers leitete er 1943 das Referat im Amt IV D 5 (Besetzte Ostgebiete). Sein Vorgesetzter war hier Dr. Fritz Rang (Großdeutsche Einflussgebiete). Später wechselte Thiemann für die weiteren Kriegsjahre zu den Pilsener Skoda-Werken. Hier verliert sich dann seine Spur.

## Ehe und Familie
Thiemann war verheiratet mit Martha Woest (* 2. Juli 1904 in Wismar).